# NGC 1535
NGC 1535, também conhecida como Nebulosa do Olho de Cleópatra, é uma nebulosa planetária localizada entre 5.500 a 7.500 anos-luz na direção da constelação de Eridanus. O objeto foi descoberto pelo astrônomo William Herschel em 1785, usando um telescópio refletor com abertura de 18,6 polegadas. Devido a sua moderada magnitude aparente (+9,6), é visível apenas com telescópios amadores ou com equipamentos superiores. 